# Maria Anna von Oeyen
Maria Anna Freifrau von Oeyen (* 2. September 1737; † 4. Januar 1813) war die letzte Äbtissin von 1774 bis 1802 im Zisterzienserkloster St. Ludwig, Dalheim.
Sie war eine Tochter von Johann Nicolaus Ernst Freiherr von Oeyen und Maria Elisabeth Domicella Beerens und trat am 27. Mai 1759 ins Kloster ein.
Im Jahre 1775 ließ von Oeyen die Klostermühle in Dalheim neu aufbauen. Ihr Wappen mit der Jahreszahl 1775 befindet sich noch heute an der Außenmauer der Mühle.
Ein Streit über den Lebenswandel und die Amtsführung der Äbtissin eskalierte im Jahre 1788. Aufgrund einer Beschwerde von vier der neun Nonnen beim Vaterabt Bernhard Wiegels vom Kloster Kamp wurde die Äbtissin vom Abt ohne Prüfung ihrer Unschuldsbehauptungen abgesetzt. 
Ihre Beschwerde beim Generalabt der Zisterzienserabtei in Citeaux führte zu einer Visitation des Klosters in Dalheim. Von Oeyen wurde durch den Abt vom Kloster Marienfeld (Münsterland) rehabilitiert. Die vier aufbegehrenden Nonnen mussten ihr Gehorsamsgelübde erneuern. Sie hatten der Äbtissin ein intimes Verhältnis zu ihrem Rentmeister Reinhartz nachgesagt. Die Familie von Oeyen bewirkte, dass der Rentmeister entlassen wurde.
Maria Anna von Oeyen starb am 4. Januar 1813 und wurde in Wassenberg begraben.